# Angrebet på La Caine
Angrebet på Panzer Gruppe Wests hovedkvarter ved La Caine i Normandiet var et vellykket luftangreb fra RAF's 2. taktiske luftstyrke. Angrebet fandt sted den 10. juni 1944 og ødelagde tyskernes kontrol over deres panserstyrker. Angrebet førte til at panserstyrkernes chef blev såret og at den tyske kommunikation brød sammen. Panserhovedkvarteret blev herefter trukket tilbage til Paris.

## Angrebet
Under slaget om Normandiet blev hovedkvarteret for Panzergruppe West opslået i slottet ved La Caine. Den 9. juni 1944, tre dage efter landgangen i Normandiet blev hovedkvarterets nye placering afdækket ved hjælp af dekryptering af tyske Enigma-meddelelser. Den 10. juni 1944 bombede fly fra 2. taktiske luftstyrke landsbyen. Angrebet blev udført af 40 raketbevæbnede Hawker Typhoon jagerbombere, som angreb i tre bølger i lav højde og af 61 B-25 Mitchell bombefly, som kastede 500 punds bomber fra 12.000 fods højde (3.650 m).

## Tab og ødelæggelser
18 medlemmer af hovedkvarterets stab vides at være blevet dræbt under angrebet, herunder stabschefen generalmajor Sigismund-Helmut von Dawans. Panzergruppens chef, general Leo Geyr von Schweppenburg blev såret under angrebet. Mens selve slottet ikke blev alvorligt skadet blev den nærliggende frugthave, hvor hovedkvarterets køretøjer stod parkeret, kraftigt beskadiget, og kommunikationsudstyret blev ødelagt.

## Konsekvenser
Hovedkvarteret blev ukampdygtigt og trukket tilbage til Paris. Den tyske ledelse i området blev midlertidigt overdraget til 1. SS panserkorps. Angrebet ødelagde den eneste vestlige tyske hovedkvarter, som var i stand til at håndtere et stort antal mobile divisioner.